# Az 1861-es magyarországi országgyűlés képviselőinek listája

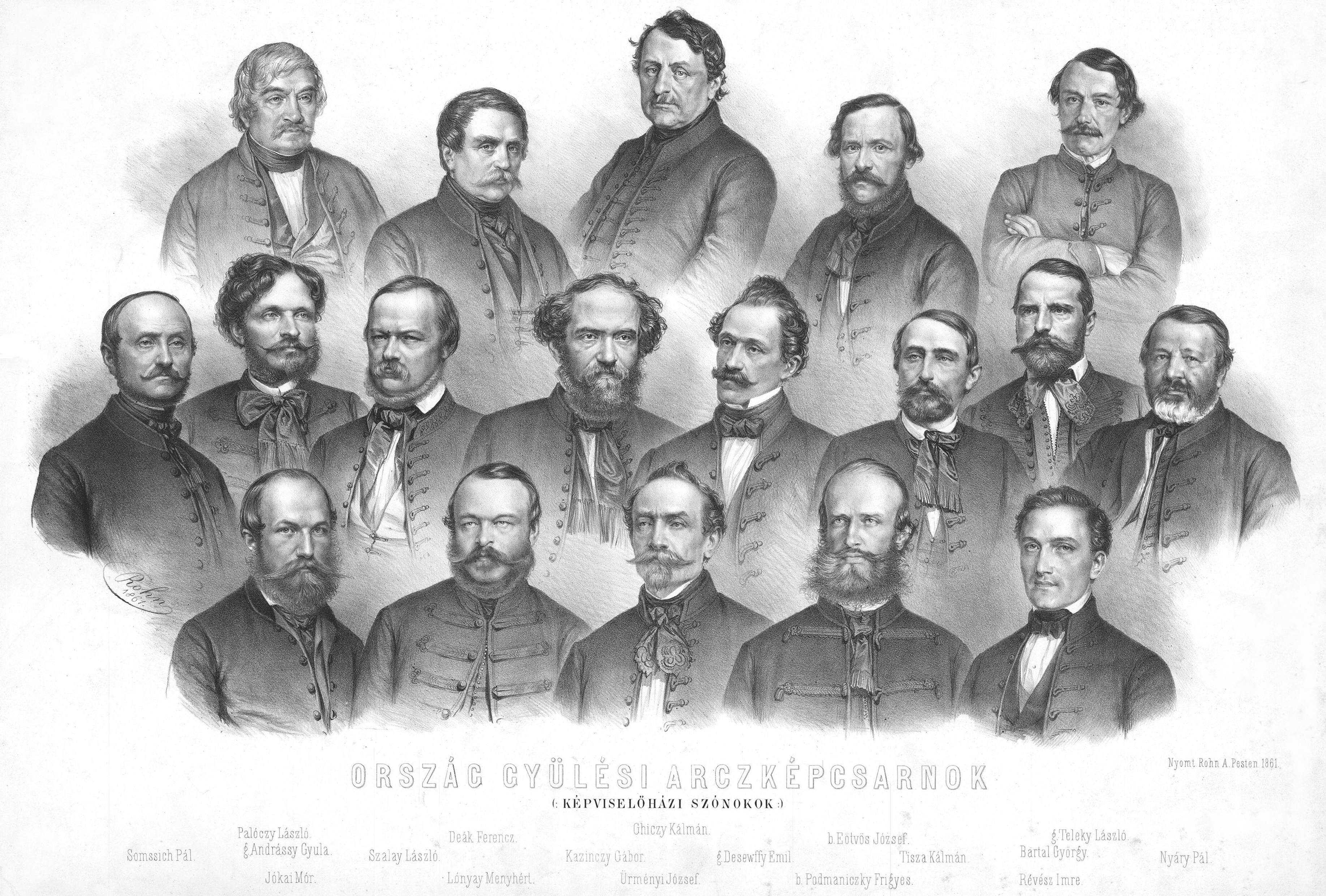
Az országgyűlés meghatározó politikusai

Az 1861-es magyarországi országgyűlést (1848-49 után a második) Ferenc József azért hívta össze, hogy az általa kiadott októberi diplomát illetve a februári pátenst a birodalma egészén, így Magyarországon is keresztülvigye. Ennek kapcsán rendezték meg az 1861-es országgyűlési választásokat; az ezen mandátumot szerzők (alább) aztán a képviselőházban foglaltak helyet. Rajtuk kívül működött még egy felsőház is melybe származási, illetve korábbi érdemeik alapján hívtak be többnyire főnemeseket, illetve köznemeseket és főkatonákat (akik többnyire szintén főnemesi származásúak voltak). A felsőházba csak meghívás útján lehetett bekerülni.
Mivel Ferenc József 1860 októberében, illetve 1861 februárjában írt politikai szándékait az országgyűlés végül elutasította, a császár a parlamentet még az év vége előtt feloszlatta.

## Az országgyűlés képviselőinek névsora
| Név                                                     | Párt                          | Választókerület                                      | Megjegyzés                                                                                        |
| ------------------------------------------------------- | ----------------------------- | ---------------------------------------------------- | ------------------------------------------------------------------------------------------------- |
| Abaffy Arisztid                                         | Felirati Párt                 | Árva vármegye, bobrói kerület                        | június 15-én balesetben elhunyt helyébe fiát, Abaffy Ágostont választották meg a helyiek          |
| Ács Károly, bankházi                                    | Határozati Párt               | Pest-Pilis-Solt-Kiskun vármegye, szentendrei ker.    |                                                                                                   |
| Allaga Imre                                             | Felirati Párt                 | Bács-Bodrog vármegye, rigyicai ker.                  |                                                                                                   |
| Almásy György                                           | Felirati Párt                 | Heves és Külső-Szolnok vármegye, gyöngyösi ker.      |                                                                                                   |
| Almássy Sándor                                          | Határozati Párt               | Heves és Külső-Szolnok vármegye, fügedi ker.         |                                                                                                   |
| Andrássy Gyula, csíkszentkirályi és krasznahorkai, gróf | Felirati Párt                 | Zemplén vármegye, sátoraljaújhelyi ker.              |                                                                                                   |
| Antal János                                             | ?                             | Baranya vármegye, mohácsi ker.                       |                                                                                                   |
| Asztalos István                                         | ?                             | Békés vármegye, békési ker.                          |                                                                                                   |
| Babeș, Vincențiu                                        | román nemzetiségi             | Krassó vármegye, szászkabányai ker                   | Victor Babeș apja                                                                                 |
| Babics János                                            | ?                             | Heves és Külső-Szolnok vármegye, kápolnai ker.       |                                                                                                   |
| Bagossy Sándor                                          | Határozati Párt               | Közép-Szolnok vármegye, tasnádi ker.                 |                                                                                                   |
| Bakalovich Szilárd                                      | ?                             | Torontál vármegye, zsombolyai ker.                   |                                                                                                   |
| Balássy Antal                                           | ?                             | Buda szabad királyi város                            |                                                                                                   |
| Ballagi Mór                                             | Felirati Párt                 | Bács-Bodrog vármegye, ómoravicai ker.                |                                                                                                   |
| Balogh János, galánthai                                 | Határozati Párt               | Bars vármegye, aranyosmaróti ker.                    |                                                                                                   |
| Bánffay Simon                                           | ?                             | Baranya vármegye, pécsváradi ker.                    |                                                                                                   |
| Bánó József                                             | ?                             | Sáros vármegye, héthársi ker.                        |                                                                                                   |
| Bánó Miklós                                             | ?                             | Sáros vármegye, girálti ker.                         |                                                                                                   |
| Bárczay Albert, bárczai                                 | ?                             | Abaúj vármegye, alsómislyei ker.                     | mandátumáról június 1-jével lemondott                                                             |
| Barinyai József                                         | ?                             | Nyitra vármegye, vágújhelyi ker.                     |                                                                                                   |
| Bartal György, beleházai                                | Felirati Párt                 | Tolna vármegye, pincehelyi ker.                      |                                                                                                   |
| Bartal János                                            | ?                             | Pozsony vármegye, vágszerdahelyi ker.                |                                                                                                   |
| Batthyány István                                        | ?                             | Székesfehérvár szabad királyi város                  |                                                                                                   |
| Batthyány Zsigmond                                      | ?                             | Zala vármegye, szentgróti ker.                       |                                                                                                   |
| Benczúr Miklós                                          | Határozati Párt               | Szatmár vármegye, Nyíregyháza mezőváros              |                                                                                                   |
| Bende József                                            | ?                             | Bács-Bodrog vármegye, óbecsei ker.                   |                                                                                                   |
| Békásy Lajos                                            | ?                             | Veszprém vármegye, somlóvásárhelyi ker.              |                                                                                                   |
| Beniczky Lajos, beniczi és micsinyei                    | Határozati Párt               | Zólyom vármegye, breznóbányai ker.                   |                                                                                                   |
| Beniczky Ödön, beniczi és micsinyei                     | Határozati Párt               | Pest-Pilis-Solt-Kiskun vármegye, gödöllői ker.       |                                                                                                   |
| Beöthy Zsigmond, szlováni                               | ?                             | Komárom szabad királyi város                         |                                                                                                   |
| Berényi Ferenc                                          | ?                             | Nyitra vármegye, nagytapolcsányi ker.                |                                                                                                   |
| Bernáth Zsigmond                                        | Határozati Párt               | Ung vármegye, nagykaposi ker.                        |                                                                                                   |
| Besze János, megyeri                                    | Határozati Párt               | Esztergom sz.k.v., Szentgyörgy és Szenttamás         |                                                                                                   |
| Bethlen József                                          | ?                             | Versec szabad királyi város (szkv)                   |                                                                                                   |
| Bezerédj László, bezerédi                               | Felirati Párt                 | Vas vármegye, rumi ker.                              |                                                                                                   |
| Bika Simon                                              | ?                             | Bihar vármegye, élesdi ker.                          |                                                                                                   |
| Bittó István, sárosfai és nádasdi                       | Felirati Párt                 | Somogy vármegye, szigetvári ker.                     |                                                                                                   |
| Blaskovics Pál                                          | ?                             | Hont vármegye, németi ker.                           |                                                                                                   |
| Bobory Károly                                           | Határozati Párt               | Pest-Pilis-Solt-Kiskun vármegye, Cegléd mezőváros    |                                                                                                   |
| Boczkó Dániel, zászkali és deménfalvi                   | Határozati Párt               | Békés vármegye, Békéscsaba mezőváros                 |                                                                                                   |
| Bodon Ábrahám, mihályfalvai                             | ?                             | Gömör és Kis-Hont vármegye, kövi ker.                |                                                                                                   |
| Bogdán Vince                                            | ?                             | Temes vármegye, csakovári ker.                       |                                                                                                   |
| Bogdanovich Vilibald                                    | Felirati Párt                 | Torontál vármegye, bégaszentgyörgyi ker.             |                                                                                                   |
| Bogyó Sándor                                            | ?                             | Csongrád vármegye, szegvári ker.                     |                                                                                                   |
| Bónis Sámuel, tolcsvai                                  | Határozati Párt               | Szabolcs vármegye, tiszalöki ker.                    |                                                                                                   |
| Borbély Miklós                                          | ?                             | Heves és Külső-Szolnok vármegye, tiszaabádi ker.     |                                                                                                   |
| Boronkay Lajos, nezettei                                | ?                             | Hont vármegye, ipolysági ker.                        |                                                                                                   |
| Boross Sámuel                                           | ?                             | Csongrád vármegye, szentesi ker.                     |                                                                                                   |
| Botka Mihály, névedi                                    | ?                             | Zala vármegye, tapolcai ker.                         |                                                                                                   |
| Böszörményi László                                      | Határozati Párt               | Szabolcs vármegye, nagykállói ker.                   |                                                                                                   |
| Bránovácsky István                                      | ?                             | Újvidék szabad királyi város                         |                                                                                                   |
| Buday Lőrinc                                            | ?                             | Bereg vármegye, felvidéki ker.                       | a kerület központja Ilosva volt                                                                   |
| Bujánovics Rudolf                                       | ?                             | Zemplén vármegye, homonnai ker.                      |                                                                                                   |
| Burián Imre                                             | ?                             | Trencsén vármegye, puhói ker.                        |                                                                                                   |
| Buttyán Vazul                                           | ?                             | Kővárvidék, kisnyíresi ker.                          |                                                                                                   |
| Buzna Lajos                                             | ?                             | Nyitra vármegye, érsekújvári ker.                    |                                                                                                   |
| Csáky László                                            | ?                             | Trencsén vármegye, varíni ker.                       |                                                                                                   |
| Csáky Tivadar                                           | ?                             | Lőcse szabad királyi város                           |                                                                                                   |
| Csanády Sándor                                          | Határozati Párt               | Bihar vármegye, berettyóújfalui ker.                 |                                                                                                   |
| Cseh Sándor                                             | ?                             | Vas vármegye, németújvári ker.                       |                                                                                                   |
| Csengery Antal                                          | Felirati Párt                 | Bihar vármegye, bihari ker.                          |                                                                                                   |
| Csengery Imre                                           | Felirati Párt                 | Bihar vármegye, hosszúpályi ker.                     |                                                                                                   |
| Cserky István                                           | ?                             | Veszprém vármegye, enyingi ker.                      |                                                                                                   |
| Csernojevics Arzén                                      | ?                             | Arad szabad királyi város                            | szerb nemzetiségű                                                                                 |
| Csernovics Péter                                        | Határozati Párt               | Torontál vármegye, basahídi ker.                     | szerb nemzetiségű                                                                                 |
| Csiky Sándor                                            | ?                             | Heves és Külső-Szolnok vármegye, egri ker.           |                                                                                                   |
| Czorda Bódog                                            | ?                             | Szabadka szabad királyi város                        |                                                                                                   |
| Daniel Pál                                              | ?                             | Torontál vármegye, zichyfalvai ker.                  |                                                                                                   |
| Dani Ferenc                                             | ?                             | Szeged szabad királyi város                          |                                                                                                   |
| Darvas Antal                                            | ?                             | Abaúj vármegye, szikszói ker.                        |                                                                                                   |
| Deák Ferenc, kehidai                                    | Felirati Párt                 | Pest szabad királyi város                            |                                                                                                   |
| Dedinszky József, dedinai és hodochini                  | Felirati Párt                 | Csanád vármegye, nagylaki ker.                       |                                                                                                   |
| Degenfeld Gusztáv                                       | ?                             | Szabolcs vármegye, nyírbátori ker.                   |                                                                                                   |
| Dellimanics István                                      | ?                             | Baranya vármegye, bükkösdi ker.                      |                                                                                                   |
| Demjén István                                           | ?                             | Bereg vármegye, kászonyi ker.                        |                                                                                                   |
| Dessewffy Emil, cserneki és tarkői, gróf                | Felirati Párt                 | Pozsony szabad királyi város                         |                                                                                                   |
| Dobránszky Adolf                                        | -                             | Sáros vármegye, zborói ker.                          | nem vett részt/nem szavazott                                                                      |
| Domahidy Ferenc                                         | ?                             | Szatmár vármegye, csengeri ker.                      |                                                                                                   |
| Dőry Ádám                                               | ?                             | Sopron vármegye, csornai ker.                        |                                                                                                   |
| Éder István                                             | ?                             | Csongrád vármegye, Csongrád mezőváros                |                                                                                                   |
| Eördögh András                                          | ?                             | Jászkun kerület, jászberényi ker.                    |                                                                                                   |
| Eördögh Imre                                            | ?                             | Trencsén vármegye, hővizi ker.                       |                                                                                                   |
| Eöry Sándor                                             | ?                             | Győr vármegye, téti ker.                             |                                                                                                   |
| Eötvös József, vásárosnaményi, báró                     | Felirati Párt                 | Buda szabad királyi város                            |                                                                                                   |
| Eötvös Tamás                                            | ?                             | Bereg vármegye, munkácsi ker.                        |                                                                                                   |
| Erős Lajos                                              | Felirati Párt                 | Szabolcs vármegye, kisvárdai ker.                    |                                                                                                   |
| Faur János                                              | ?                             | Krassó vármegye, románoravicai ker.                  |                                                                                                   |
| Fekete Lajos                                            | ?                             | Somogy vármegye, somogyszili ker.                    |                                                                                                   |
| Fiáth István                                            | ?                             | Fehér vármegye, rácalmási ker.                       |                                                                                                   |
| Fisser István                                           | ?                             | Temes vármegye, rékasi ker.                          |                                                                                                   |
| Fráter Pál                                              | ?                             | Nógrád vármegye, ecsegi ker.                         |                                                                                                   |
| Frideczky Lajos                                         | Felirati Párt                 | Nógrád vármegye, nógrádi ker.                        |                                                                                                   |
| Gál Péter                                               | ?                             | Veszprém vármegye, nagyvázsonyi ker.                 |                                                                                                   |
| Gábriel István                                          | ?                             | Abaúj vármegye, gönci ker.                           |                                                                                                   |
| Ghyczy Kálmán, ghiczi, assa- és ablanczkürthi           | Határozati Párt               | Komárom vármegye, udvardi ker.                       |                                                                                                   |
| Gorove István, gáttájai                                 | Felirati Párt                 | Pest szabad királyi város                            |                                                                                                   |
| Grabarics Ernő                                          | ?                             | Baranya vármegye, dárdai ker.                        |                                                                                                   |
| Hajnik Pál                                              | ?                             | Pest-Pilis-Solt-Kiskun vármegye, váci ker.           |                                                                                                   |
| Halász Boldizsár                                        | ?                             | Pest-Pilis-Solt-Kiskun vármegye, dabasi ker.         |                                                                                                   |
| Hauser Ernő                                             | ?                             | Pozsony szabad királyi város                         |                                                                                                   |
| Hodossy Ede                                             | ?                             | Bártfa szabad királyi város                          |                                                                                                   |
| Horvát Boldizsár                                        | Felirati Párt                 | Vas vármegye, szombathelyi ker.                      |                                                                                                   |
| Horváth Döme                                            | ?                             | Jászkun kerület, Kecskemét mezőváros                 |                                                                                                   |
| Horváth Elek                                            | ?                             | Vas vármegye, kiscelli ker.                          |                                                                                                   |
| Hunfalvy Pál                                            | ?                             | Szepes vármegye, szepesszombati ker.                 |                                                                                                   |
| Hunkár Antal, hajdenczi                                 | ?                             | Veszprém vármegye, zirci ker.                        |                                                                                                   |
| Hunyady János                                           | ?                             | Somogy vármegye, lengyeltóti ker.                    |                                                                                                   |
| Huszka Mihály                                           | ?                             | Békés vármegye, Gyula mezőváros                      |                                                                                                   |
| Ignjátovics Jakab                                       | ?                             | Nagykikindai kerület, Nagybecskerek                  |                                                                                                   |
| Ihász Rudolf                                            | ?                             | Sopron szabad királyi város                          |                                                                                                   |
| Illéssy János                                           | ?                             | Jászkun kerület, kunszentmártoni ker.                |                                                                                                   |
| Ilosvay Bertalan                                        | ?                             | Ugocsa vármegye, nagyszőlősi ker.                    |                                                                                                   |
| Imrédy Lipót                                            | ?                             | Moson vármegye, szentjánosi ker.                     |                                                                                                   |
| Inkey Ádám                                              | ?                             | Zala vármegye, csáktornyai ker.                      |                                                                                                   |
| Ivánka Imre, draskóczi és jordánföldi                   | Határozati Párt               | Pest-Pilis-Solt-Kiskun vármegye, dunapataji ker.     |                                                                                                   |
| Ivánkovics János                                        | ?                             | Vas vármegye, körmendi ker.                          |                                                                                                   |
| Jámbor Pál                                              | Határozati Párt               | Bács-Bodrog vármegye, kúlai ker.                     |                                                                                                   |
| Jekelfalusy Emil                                        | ?                             | Szepes vármegye, gölnicbányai ker.                   |                                                                                                   |
| Jókai Mór, ásvai                                        | Határozati Párt               | Baranya vármegye, siklósi ker.                       |                                                                                                   |
| ifj. Jura György                                        | ?                             | Máramaros vármegye, sugatagi ker.                    |                                                                                                   |
| Justh György                                            | ?                             | Turóc vármegye, mosóci ker.                          |                                                                                                   |
| Justh József                                            | ?                             | Turóc vármegye, turócszentmártoni ker.               |                                                                                                   |
| Kacskovics Lajos                                        | ?                             | Pest szabad királyi város                            |                                                                                                   |
| Kaiser József                                           | ?                             | Nagyszombat szabad királyi város                     |                                                                                                   |
| Kalauz Pál                                              | ?                             | Zólyom vármegye, szliácsi ker.                       |                                                                                                   |
| Kállay Ödön, nagykállói                                 | Határozati Párt               | Szabolcs vármegye, nádudvari ker.                    |                                                                                                   |
| Kálóczy Lajos                                           | ?                             | Győr vármegye, péri ker.                             |                                                                                                   |
| Kandó Kálmán                                            | ?                             | Ung vármegye, ungvári ker.                           |                                                                                                   |
| Károlyi Ede                                             | ?                             | Abaúj vármegye, bárcai ker.                          |                                                                                                   |
| Károlyi János, nagykárolyi, gróf                        | ?                             | Nógrád vármegye, füleki ker.                         |                                                                                                   |
| Károlyi Sándor                                          | Határozati Párt               | Csongrád vármegye, tápéi ker.                        |                                                                                                   |
| Kazinczy Gábor, kazinczi és alsóregmeczi                | ?                             | Borsod vármegye, dédesi ker.                         |                                                                                                   |
| Keglevich Béla, buzini, gróf                            | ?                             | Torna vármegye, görgői ker.                          |                                                                                                   |
| Keglevich Gyula                                         | ?                             | Heves és Külső-Szolnok vármegye, pétervásárai ker.   |                                                                                                   |
| Kelemen Albert                                          | ?                             | Bihar vármegye, bárándi ker.                         |                                                                                                   |
| Kende Kanuth, kölcsei                                   | ?                             | Szatmár vármegye, nagykárolyi ker.                   |                                                                                                   |
| Kiss Dániel                                             | ?                             | Hajdú kerület, szoboszlói ker.                       |                                                                                                   |
| Kiss Jakab                                              | ?                             | Bács-Bodrog vármegye, ókanizsai ker.                 |                                                                                                   |
| Kiss Miklós                                             | Határozati Párt               | Pest-Pilis-Solt-Kiskun vármegye, Kecskemét mezőváros |                                                                                                   |
| Királyi Pál                                             | Felirati Párt                 | Zala vármegye, letenyei ker.                         |                                                                                                   |
| Klauzál Gábor, szlavoviczi                              | Felirati Párt                 | Szeged szabad királyi város                          |                                                                                                   |
| Komáromy György                                         | Határozati Párt               | Bihar vármegye, székelyhidi ker.                     |                                                                                                   |
| Konkoly-Thege Dénes                                     | ?                             | Komárom vármegye, tatai ker.                         |                                                                                                   |
| Konkoly-Thege Pál                                       | ?                             | Bars vármegye, lévai ker.                            |                                                                                                   |
| Korics Gáspár                                           | ?                             | Zombor szabad királyi város                          |                                                                                                   |
| Kovács Ferenc                                           | Felirati Párt                 | Csongrád vármegye, Hódmezővásárhely mezőváros        |                                                                                                   |
| Kovách László                                           | ?                             | Heves és Külső-Szolnok vármegye, gyöngyöspatai ker.  |                                                                                                   |
| Kovács Lőrinc                                           | ?                             | Nagybánya szabad királyi város                       |                                                                                                   |
| Kozma Imre                                              | ?                             | Győr szabad királyi város                            |                                                                                                   |
| Kozma Sándor                                            | Felirati Párt                 | Somogy vármegye, marcali ker.                        |                                                                                                   |
| Kubinyi Ferenc                                          | Határozati Párt               | Nógrád vármegye, losonci ker.                        |                                                                                                   |
| Kubinyi Flórián                                         | ?                             | Árva vármegye, alsókubini ker.                       |                                                                                                   |
| Kubinyi Ödön                                            | ?                             | Gömör és Kis-Hont vármegye, rimaszombati ker.        |                                                                                                   |
| Kubinyi Rudolf                                          | ?                             | Gömör és Kis-Hont vármegye, rimaszécsi ker.          |                                                                                                   |
| Kupricz Imre                                            | ?                             | Veszprém vármegye, veszprémi ker.                    |                                                                                                   |
| Kurcz György                                            | Felirati Párt                 | Tolna vármegye, paksi ker.                           |                                                                                                   |
| Latinovics Vince                                        | ?                             | Bács-Bodrog vármegye, Baja mezőváros                 |                                                                                                   |
| Lipthay Béla, kisfaludi és lubellei, báró               | ?                             | Torontál vármegye, billédi ker.                      |                                                                                                   |
| Lónyay Gábor, nagy-lónyai és vásárosnaményi             | ?                             | Zemplén vármegye, olaszliszkai ker.                  |                                                                                                   |
| Lónyay László, nagy-lónyai és vásárosnaményi            | ?                             | Borsod vármegye, edelényi ker.                       |                                                                                                   |
| Lónyay Menyhért, nagy-lónyai és vásárosnaményi          | Felirati Párt                 | Bereg vármegye, beregszászi ker.                     |                                                                                                   |
| Lo-Presti Árpád                                         | ?                             | Temes vármegye, rittbergi ker.                       |                                                                                                   |
| Lovassy Ferenc                                          | ?                             | Bihar vármegye, nagyszalontai ker.                   |                                                                                                   |
| Lukács György, erzsébetvárosi                           | ?                             | Bihar vármegye, Nagyvárad mezőváros                  |                                                                                                   |
| Lukinich Mihály                                         | ?                             | Sopron vármegye, kapuvári ker.                       |                                                                                                   |
| Luzsénszky József                                       | ?                             | Zemplén vármegye, nagymihályi ker.                   |                                                                                                   |
| Luzsénszky Pál                                          | Határozati Párt               | Kassa szabad királyi város                           |                                                                                                   |
| Mácsay Lukács                                           | ?                             | Újbánya szabad királyi város                         |                                                                                                   |
| Máday Lajos                                             | ?                             | Trencsén vármegye, csacai ker.                       |                                                                                                   |
| Madách Imre, sztregovai és kiskelecsényi                | Határozati Párt               | Nógrád vármegye, balassagyarmati ker.                |                                                                                                   |
| Madarász József, kisfaludi                              | Határozati Párt               | Fehér vármegye, sárkeresztúri ker.                   |                                                                                                   |
| Manassy György                                          | ?                             | Temes vármegye, kisbecskereki ker.                   |                                                                                                   |
| Mangold Károly                                          | ?                             | Bazin szabad királyi város                           |                                                                                                   |
| Aurel Maniu                                             | román nemzetiségi             | Krassó vármegye, facseti ker.                        |                                                                                                   |
| Máriássy Ágoston                                        | ?                             | Eperjes szabad királyi város                         |                                                                                                   |
| Máriássy János                                          | ?                             | Szepes vármegye, iglói ker.                          |                                                                                                   |
| Markos György                                           | ?                             | Ung vármegye, nagybereznai ker.                      |                                                                                                   |
| Markovics Antal                                         | ?                             | Csanád vármegye, battonyai ker.                      |                                                                                                   |
| Maróthy János, marótegyházi                             | ?                             | Szatmár vármegye, krassói ker.                       |                                                                                                   |
| Mátyáss József                                          | ?                             | Körmöcbánya szabad királyi város                     |                                                                                                   |
| Mednyánszky Ede                                         | Felirati Párt                 | Trencsén szabad királyi város                        |                                                                                                   |
| Mihályi Gábor                                           | ?                             | Máramaros vármegye, vissói ker.                      |                                                                                                   |
| Miskolczy Károly                                        | ?                             | Bihar vármegye, margittai ker.                       |                                                                                                   |
| Missics János                                           | ?                             | Temes vármegye, lippai ker.                          |                                                                                                   |
| Molnár József                                           | ?                             | Zemplén vármegye, tőketerebesi ker.                  |                                                                                                   |
| Molnár Pál                                              | ?                             | Zala vármegye, alsólendvai ker.                      |                                                                                                   |
| Murgu, Eftimie                                          | román nemzetiségi             | Temes vármegye, moravicai ker.                       |                                                                                                   |
| Mülek Ferenc                                            | ?                             | Arad vármegye, szentannai ker.                       |                                                                                                   |
| Nagy-Szabó Ignác                                        | ?                             | Veszprém vármegye, ugodi ker.                        |                                                                                                   |
| Návay Tamás, földeáki                                   | ?                             | Csanád vármegye, Makó mezőváros                      |                                                                                                   |
| Nyáry Pál, nyáregyházi                                  | Határozati Párt               | Pest-Pilis-Solt-Kiskun vármegye, ráckevei ker.       |                                                                                                   |
| Nedeczky János                                          | Határozati Párt               | Moson vármegye, zurányi ker.                         |                                                                                                   |
| Németh Albert, dömötöri                                 | ?                             | Heves és Külső-Szolnok vármegye, tiszanánai ker.     |                                                                                                   |
| Nikolics Fedor                                          | Felirati Párt                 | Torontál vármegye, párdányi ker.                     | szerb nemzetiségű                                                                                 |
| Odescalchi Gyula, herceg                                | Határozati Párt               | Nyitra vármegye, zsámbokréti ker.                    |                                                                                                   |
| Okolicsányi Antal                                       | ?                             | Hont vármegye, ipolyszalkai ker.                     |                                                                                                   |
| Oláh Miklós                                             | ?                             | Hajdú kerület, hajdúnánási ker.                      |                                                                                                   |
| Olgyay Lajos                                            | ?                             | Pozsony vármegye, somorjai ker.                      |                                                                                                   |
| Olgyay Titusz                                           | ?                             | Pozsony vármegye, galántai ker.                      |                                                                                                   |
| Ónossy Mátyás                                           | ?                             | Temes vármegye, orczyfalvai ker.                     |                                                                                                   |
| Opitz Sándor                                            | ?                             | Zenta szabad királyi város                           |                                                                                                   |
| Pálffy Pál, erdődi, gróf                                | ?                             | Esztergom vármegye, köbölkuti ker.                   |                                                                                                   |
| Papp János                                              | ?                             | Bihar vármegye, belényesi ker.                       |                                                                                                   |
| Papp József                                             | ?                             | Kővárvidék, kővárremetei ker.                        |                                                                                                   |
| Papp Mór, bogdi                                         | ?                             | Jászkun kerület, kunmadarasi ker.                    |                                                                                                   |
| Patay István, báji                                      | ?                             | Debrecen szabad királyi város                        |                                                                                                   |
| Perczel István, bonyhádi                                | ?                             | Tolna vármegye, kölesdi ker.                         |                                                                                                   |
| Perczel Vince, bonyhádi                                 | ?                             | Tolna vármegye, bonyhádi ker.                        |                                                                                                   |
| Péter Miklós                                            | ?                             | Jászkun kerület, kiskunhalasi ker.                   |                                                                                                   |
| Pétery Károly                                           | ?                             | Heves és Külső-Szolnok vármegye, mezőtúri ker.       |                                                                                                   |
| Pethes József                                           | ?                             | Jászkun kerület, árokszállási ker.                   |                                                                                                   |
| Pesty Frigyes                                           | ?                             | Temes vármegye, újaradi ker.                         |                                                                                                   |
| Piller Gedeon                                           | ?                             | Kisszeben szabad királyi város                       |                                                                                                   |
| Piukovics Mihály                                        | ?                             | Bács-Bodrog vármegye, bácsalmási ker.                |                                                                                                   |
| Plachy Lajos                                            | ?                             | Korpona szabad királyi város                         |                                                                                                   |
| Plainer Antal                                           | ?                             | Pécs szabad királyi város                            |                                                                                                   |
| Podmaniczky Frigyes, podmanini és aszódi, báró          | Határozati Párt               | Békés vármegye, Szarvas mezőváros                    |                                                                                                   |
| Pongrácz Lajos                                          | ?                             | Trencsén vármegye, rajeci ker.                       |                                                                                                   |
| Pópa György                                             | ?                             | Arad vármegye, világosi ker.                         |                                                                                                   |
| Popovics Zsigmond                                       | ?                             | Arad vármegye, buttyini ker.                         |                                                                                                   |
| Prónay József, tótprónai és blatniczai, báró            | Határozati Párt               | Borsod vármegye, mezőkeresztesi ker.                 |                                                                                                   |
| Prugberger József                                       | ?                             | Selmec- és Bélabánya szabad királyi város            | akkoriban a két település közigazgatásilag egyesítve volt                                         |
| Raczkovics Kozma                                        | ?                             | Nagykikindai kerület, nagykikindai ker.              |                                                                                                   |
| Ráday Gedeon, rádai, gróf                               | Felirati Párt(?)              | Pest-Pilis-Solt-Kiskun vármegye, monori ker.         |                                                                                                   |
| Ragályi Ferdinánd, ragályi és kis-csoltói               | ?                             | Gömör és Kis-Hont vármegye, rozsnyói ker.            |                                                                                                   |
| Ragályi Miksa, ragályi és kis-csoltói                   | ?                             | Gömör és Kis-Hont vármegye, putnoki ker.             |                                                                                                   |
| Rahovszky Mór                                           | ?                             | Liptó vármegye, rózsahegyi ker.                      |                                                                                                   |
| Ráthonyi Lajos                                          | ?                             | Ugocsa vármegye, halmi ker.                          |                                                                                                   |
| Révész Imre                                             | Határozati Párt               | Debrecen szabad királyi város                        |                                                                                                   |
| Rónay János                                             | ?                             | Torontál vármegye, nagyszentmiklósi ker.             |                                                                                                   |
| Rónay Lajos                                             | ?                             | Torontál vármegye, óbesenyői ker.                    |                                                                                                   |
| Ruttkay István, alsó- és felső-ruttkai                  | Határozati Párt               | Besztercebánya szabad királyi város                  |                                                                                                   |
| Salamon Lajos, alapi                                    | ?                             | Fehér vármegye, váli ker.                            |                                                                                                   |
| Sárközy József, nádasdi                                 | ?                             | Komárom vármegye, nagyigmándi ker.                   |                                                                                                   |
| Sárközy Kázmér                                          | ?                             | Fehér vármegye, csákvári ker.                        |                                                                                                   |
| Schmertzing Tádé                                        | ?                             | Szakolca szabad királyi város                        |                                                                                                   |
| Sennyey Lajos                                           | ?                             | Zemplén vármegye, királyhelmeci ker.                 |                                                                                                   |
| Seregélyi Sándor                                        | ?                             | Máramaros vármegye, ökörmezői ker.                   |                                                                                                   |
| Simics József                                           | ?                             | Bács-Bodrog vármegye, apatini ker.                   |                                                                                                   |
| Simon Pál                                               | ?                             | Zala vármegye, zalabaksai ker.                       |                                                                                                   |
| Simonyi Lajos, barbácsi és vitézvári, báró              | Határozati Párt               | Arad vármegye, kisjenői ker.                         |                                                                                                   |
| Simonyi Simon                                           | ?                             | Nyitra vármegye, vágvecsei ker.                      |                                                                                                   |
| Siskovics József                                        | ?                             | Baranya vármegye, németürögi ker.                    |                                                                                                   |
| Sóhalmi Samu János                                      | ?                             | Zemplén vármegye, mádi ker.                          |                                                                                                   |
| Somssich Imre, saárdi                                   | ?                             | Somogy vármegye, nagyatádi ker.                      |                                                                                                   |
| Somssich Pál, saárdi                                    | ?                             | Somogy vármegye, kaposvári ker.                      |                                                                                                   |
| Sponer Tivadar                                          | ?                             | Késmárk szabad királyi város                         |                                                                                                   |
| Stockinger Mór                                          | ?                             | Temesvár szabad királyi város                        |                                                                                                   |
| Sümeghy Ferenc, lovászi és szentmargitai                | ?                             | Zala vármegye, nagykanizsai ker.                     |                                                                                                   |
| Szabó György                                            | ?                             | Vas vármegye, felsőőri ker.                          |                                                                                                   |
| Szabó Imre                                              | ?                             | Veszprém vármegye, Pápa mezőváros                    |                                                                                                   |
| Szabó József                                            | ?                             | Jászkun kerület, Kiskunfélegyháza mezőváros          |                                                                                                   |
| Szabó Kálmán, sziklóssi                                 | Határozati Párt               | Győr vármegye, öttevényi ker.                        | helyére Zichy Ottót választották meg                                                              |
| Szabó Samu                                              | ?                             | Zala vármegye, zalaegerszegi ker.                    |                                                                                                   |
| Szalay László, kéméndi                                  | Felirati Párt                 | Pest szabad királyi város                            |                                                                                                   |
| Szalay Sándor                                           | ?                             | Vas vármegye, szentgotthárdi ker.                    |                                                                                                   |
| Szálé Antal                                             | ?                             | Pozsony vármegye, stomfai ker.                       |                                                                                                   |
| Szápáry Géza                                            | ?                             | Vas vármegye, muraszombati ker.                      |                                                                                                   |
| Szápáry Gyula                                           | ?                             | Heves és Külső-Szolnok vármegye, szolnoki ker.       |                                                                                                   |
| Szaplonczay József                                      | ?                             | Máramaros vármegye, máramarosszigeti ker.            |                                                                                                   |
| Szathmáry Király Pál                                    | ?                             | Borsod vármegye, csáti ker.                          |                                                                                                   |
| Széchenyi Béla, sárvár-felsővidéki, gróf                | ?                             | Sopron vármegye, sopronnyéki ker.                    |                                                                                                   |
| Széchenyi Dénes, sárvár-felsővidéki, gróf               | ?                             | Sopron vármegye, nagymartoni ker.                    |                                                                                                   |
| Szelestey László, alsószelestei                         | Határozati Párt               | Vas vármegye, sárvári ker.                           |                                                                                                   |
| Szemző Mátyás                                           | ?                             | Bács-Bodrog vármegye, hódsági ker.                   |                                                                                                   |
| Szepesy Péter                                           | ?                             | Zemplén vármegye, megyaszói ker.                     |                                                                                                   |
| Szentimrey György                                       | ?                             | Abaúj vármegye, szepsi ker.                          |                                                                                                   |
| Szentiványi Adolf                                       | ?                             | Liptó vármegye, liptószentmiklósi ker.               |                                                                                                   |
| Szentiványi Károly, szent-Iványi                        | ?                             | Gömör és Kis-Hont vármegye, jolsvai ker.             |                                                                                                   |
| Szilágyi Virgil, székelyföldvári                        | ?                             | Pest szabad királyi város                            |                                                                                                   |
| Szluha Benedek                                          | ?                             | Tolna vármegye, szekszárdi ker.                      |                                                                                                   |
| Szőke Károly                                            | ?                             | Arad vármegye, pécskai ker.                          |                                                                                                   |
| Szőllősy Károly                                         | ?                             | Máramaros vármegye, huszti ker.                      |                                                                                                   |
| Sztehlo József                                          | ?                             | Bács-Bodrog vármegye, petrováci ker.                 | lemondott, helyére ifj. Rudics Józsefet választották meg                                          |
| Szüllő György                                           | ?                             | Pozsony vármegye, szenci ker.                        |                                                                                                   |
| Tanárky Gedeon                                          | Határozati Párt               | Pest-Pilis-Solt-Kiskun vármegye, nagykőrösi ker.     | határozati párti volt, a legfontosabb kérdésben viszont a Deák- párttal (felirati párt) szavazott |
| Teleky Gyula                                            | ?                             | Pest-Pilis-Solt-Kiskun vármegye, dunavecsei ker.     |                                                                                                   |
| Teleki László, széki, gróf                              | Határozati Párt               | Pest-Pilis-Solt-Kiskun vármegye, dunavecsei ker.     | május 8-án öngyilkos lett                                                                         |
| Terényi Lajos                                           | ?                             | Békés vármegye, orosházai ker.                       |                                                                                                   |
| Thalabér Lajos                                          | ?                             | Sopron vármegye, lövői ker.                          |                                                                                                   |
| Tisza Kálmán, borosjenői és szegedi                     | ?                             | Debrecen szabad királyi város                        |                                                                                                   |
| Tisza Lajos, borosjenői és szegedi                      | ?                             | Bihar vármegye, biharugrai ker.                      |                                                                                                   |
| Tisza László, borosjenői és szegedi, gróf               | ?                             | Bihar vármegye, tenkei ker.                          |                                                                                                   |
| Tizedy Miklós                                           | ?                             | Szepes vármegye, ólublói ker.                        |                                                                                                   |
| Tolnay Károly, vágujhelyi                               | ?                             | Zala vármegye, keszthelyi ker.                       |                                                                                                   |
| Tóth Vilmos, székeli                                    | ?                             | Nyitra vármegye, nyitrai ker.                        |                                                                                                   |
| Török Napoleon                                          | Felirati Párt                 | Ung vármegye, szobránci ker.                         |                                                                                                   |
| Trefort Ágoston                                         | Felirati Párt                 | Békés vármegye, gyomai ker.                          |                                                                                                   |
| Ullmann Bernát                                          | ?                             | Trencsén vármegye, bellusi ker.                      |                                                                                                   |
| Urbánovszky Mór                                         | ?                             | Trencsén vármegye, bittsei ker.                      |                                                                                                   |
| Ürményi József, ürményi                                 | Határozati Párt               | Tolna vármegye, szakcsi ker.                         |                                                                                                   |
| Ürményi Miksa, ürményi                                  | ?                             | Kismarton szabad királyi város                       |                                                                                                   |
| Vadnay Lajos                                            | ?                             | Borsod vármegye, Miskolc mezőváros                   |                                                                                                   |
| Vajay Károly, vajai                                     | ?                             | Szatmárnémeti szabad királyi város                   |                                                                                                   |
| Vállyi János                                            | ?                             | Szatmár vármegye, fehérgyarmati ker.                 |                                                                                                   |
| Várady Gábor                                            | Határozati Párt               | Máramaros vármegye, técsői ker.                      |                                                                                                   |
| Varga Antal                                             | ?                             | Hajdú kerület, hajdúböszörményi ker.                 |                                                                                                   |
| Vay Béla, vajai, báró                                   | pártonkívüli                  | Borsod vármegye, szirmabesenyői ker.                 |                                                                                                   |
| Vay Mihály                                              | ?                             | Szatmár vármegye, mátészalkai ker.                   |                                                                                                   |
| Vécsey József                                           | ?                             | Szatmár vármegye, aranyosmeggyesi ker.               |                                                                                                   |
| Vertán Endre, szombatsági                               | ?                             | Bihar vármegye, magyarcsékei ker.                    |                                                                                                   |
| Vidacs János                                            | Határozati Párt               | Torontál vármegye, bánátkomlósi ker.                 |                                                                                                   |
| Virágh Dénes                                            | ?                             | Jászkun kerület, kunszentmiklósi ker.                |                                                                                                   |
| Vojnics Lukács                                          | ?                             | Szabadka szabad királyi város                        |                                                                                                   |
| Wlád Alajos                                             | ?                             | Krassó vármegye, nagyzorlenci ker.                   |                                                                                                   |
| Zákó Sándor                                             | ?                             | Bács-Bodrog vármegye, bácsi ker.                     |                                                                                                   |
| Zámory Kálmán                                           | ?                             | Komárom vármegye, nemesócsai ker.                    |                                                                                                   |
| Zelenay Gida                                            | ?                             | Nyitra vármegye, verbói ker.                         |                                                                                                   |
| Zichy Antal, zicsi és zajki                             | ?                             | Somogy vármegye, tabi ker.                           |                                                                                                   |
| Zichy Jenő, zicsi és vásonkeői, gróf                    | pártonkívüli (felirati párti) | Fehér vármegye, bodajki ker.                         |                                                                                                   |
| Zichy József                                            | ?                             | Pozsony vármegye, szentjánosi ker.                   |                                                                                                   |
| Zlinszky György                                         | ?                             | Pest-Pilis-Solt-Kiskun vármegye, keceli ker.         |                                                                                                   |
| Zmertich Károly                                         | ?                             | Nyitra vármegye, szenici ker.                        | lemondott, helyébe Eszterházy Istvánt választották meg                                            |
| Zsarnay Imre                                            | ?                             | Torna vármegye, szini ker.                           |                                                                                                   |
| Zsitvay József                                          | ?                             | Esztergom vármegye, esztergomi ker.                  |                                                                                                   |